# Finnischer Fußballpokal 1987
Der Finnische Fußballpokal 1987 (finnisch Suomen Cup 1987) war die 33. Austragung des finnischen Pokalwettbewerbs. Er wurde vom finnischen Fußballverband ausgetragen. Das Finale fand am 17. Oktober 1987 im Olympiastadion Helsinki statt.
Pokalsieger wurde Kuusysi Lahti. Das Team setzte sich im Finale gegen Oulun Työväen Palloilijat durch und qualifizierte sich damit für den Europapokal der Pokalsieger. Titelverteidiger Rovaniemi PS war im Viertelfinale gegen den späteren Finalisten ausgeschieden.
Alle Begegnungen wurden in einem Spiel ausgetragen. Bei unentschiedenem Ausgang wurde das Spiel um zweimal 15 Minuten verlängert. Stand danach kein Sieger fest, folgte ein Elfmeterschießen.

## Teilnehmende Teams
Die Teilnahme war freiwillig. Insgesamt 258 Mannschaften hatten für den Pokalwettbewerb gemeldet. Die 24 Erst- und Zweitligisten stiegen in der 4. Runde ein.
| Runde         | Zugänge | Sieger der letzten Runde | Spiele / Sieger |
| ------------- | ------- | ------------------------ | --------------- |
| 1. Runde      | 1480    | –                        | 74              |
| 2. Runde      | 86      | 74                       | 80              |
| 3. Runde      | –       | 80                       | 40              |
| 4. Runde      | 24      | 40                       | 32              |
| 5. Runde      | –       | 32                       | 16              |
| 6. Runde      | –       | 16                       | 08              |
| Viertelfinale | –       | 08                       | 04              |
| Halbfinale    | –       | 04                       | 02              |
| Finale        | –       | 02                       | 01              |
| Gesamt        | 2580    |                          | 2570            |

## 1. Runde
|                              | Ergebnis              |                                 |
| ---------------------------- | --------------------- | ------------------------------- |
| Suurmäen Pallo               | 1:0                   | Nastolan Nopsa                  |
| Paltsarit Tampere            | 3:1                   | RRR Tampere                     |
| Sääksjärven Loiske           | 2:3                   | Tampereen-Viipurin Ilves Kissat |
| Tampereen Palloilijat        | 1:5                   | Viialan Peli-Veikot             |
| Hirsilän Pyrkiä              | 2:0                   | Pekolan Isku                    |
| Mynämäen Pallo -53           | 5:0                   | Paimion Haka                    |
| Vaasan Pallo-Veikot          | 1:2                   | Vasa IFK                        |
| IK Kamp Närpiö               | 2:0                   | Teuvan Pallo                    |
| Mänttän Valo                 | 0:3                   | Dynamo Valkeakoski              |
| Janakkalan Pallo             | 3:1                   | Nokian Palloseura               |
| Tervakosken Pato             | 1:0                   | Akaan Pallo                     |
| Jämsän Pallo                 | 14:10                 | Viitasaaren JK                  |
| Sorsakosken Urheilijat       | 4:1                   | Säynätsalon Riento              |
| Jämsänkosken Ilves           | 1:0                   | Jyväskylän Pallokerho           |
| Savon Pallo                  | 1:1 n. V. (4:3 i. E.) | Kuipion SC                      |
| Kokemäen Kova-Väki           | 3:2                   | Pihlavan Tyoväen Urheilijat     |
| Ruosniemen Visa              | 1:2                   | Porin Palloilijat               |
| IF Gnistan                   | 6:2                   | Suvelan Pallo                   |
| FC Grani Rowdies             | 3:0                   | Itä-Helsingin Raketit           |
| Olarin Tarmo-77              | 1:3                   | Keravan Pallo-75                |
| Nummelan Palloseura          | 2:0                   | Pohjois-Haagan Urheilijat       |
| FC Topparit                  | 3:5                   | FC Viikingit                    |
| Kiffen Ungdom Helsinki       | 0:2                   | Helsingin Pallo-Pojat           |
| Väiski-67 Helsinki           | 3:4                   | Helsingin Palloseura            |
| Helsingin Johanneksen Dynamo | 0:4                   | Karakallion Pallo               |
| BK-46 Karis                  | 2:0                   | Zenith Myllypuro                |
| Hakunila Riento              | 1:2 n. V.             | Rajakylan Yritys Vantaa         |
| Raision Palloseura           | 10:10                 | Tarvasjoen Urheilijat           |
| Etelä-Haagan Pallo           | 4:1                   | By Night Hanko                  |
| Seinäjoki Sepsit             | 00:3 1                | Lappfjärds BK                   |
| Vaajakosken Kuohu            | 0:4                   | Vaajakosken Pallo               |
| Suonenjoen Pallo -52         | 0:3                   | JeSP Pallokaverit               |
| FC Reipas                    | 3:1                   | Lahden Työväen Palloilijat      |
| Hämeenlinnan Härmä           | 0:0 n. V. (1:4 i. E.) | Nokian Pyry JK                  |
| Soccer Club Blue Bulls       | 1:2                   | Tampereen Kisa-Toverit          |
| PS-44 Valkeakoski            | 1:0                   | Hämeenlinnan Pallokerho         |
| Tammer Futis                 | 0:1                   | Forssan Alku                    |
| FC Nurmes                    | 8:0                   | Tohmajärven Urheilijat          |
| Lehmon Pallo-77              | 2:3                   | Juuan Palloseura                |
| Outokummun Pallo             | 1:2                   | Rantakylän Pelo-Toverit         |
| SK Unitas Helsinki           | 6:3 n. V.             | Petalax IK                      |
| Oulun Pallo-Pojat            | 1:0                   | Raahen Ponnistus                |
| Tornion Wentit               | 2:4                   | Kuopion Jalkapallokerho         |
| Oulun Peli-Veikot            | 0:3                   | Oulun Luistinseura              |
| Tornion Urheilijat           | 0:2                   | Pellon Ponsi                    |
| Tervolan Palloseura          | 0:3                   | Rovaniemen Työväen Palloilijat  |
| Ihme Kemi                    | 1:2                   | Rovaniemen Pallo                |
| Pellon Toverit               | 0:2                   | Karihaaran Visan Pallo          |
| Oulaisten Huima              | 1:2                   | IK Myran Nedervetil             |
| IF Standard                  | 2:1                   | Terjärv Ungdoms SK              |
| Jaakon Pallon                | 0:7                   | Nykarleby IF                    |
| Hovsalan BK                  | 7:1                   | Ykspihlajan Reima               |
| NoStars Kokkola              | 1:0                   | Gamlakarleby BK                 |
| Oulun Reipas                 | 0:4                   | Oulun Heitto                    |
| Isokylän Pallo-Pojat         | 3:1                   | Sallan Palloseura               |
| Paltamon Jyry                | 1:3                   | Pateniemen Vesa                 |
| Pelimiehet Oulu              | 2:4                   | Kajaanin Jormuan Tarmo          |
| Kimito SF                    | 1:5                   | Salon Vilpas                    |
| Pirunkorven Pallo            | 0:4                   | Team Hyvinkää                   |
| Hämeenkylän PS               | 1:0 n. V.             | Hopsi Helsinki                  |
| Keravan KooPee               | 0:1                   | Porvoon Akilles                 |
| Malmin Pallo                 | 0:2                   | IF Sibbo-Vargarna               |
| Haukiputaan Pallo            | 2:4                   | Porrassalmen Urheilijat -62     |
| Espoon Palloseura            | 1:2                   | Suurmetsän Urheilijat           |
| Karkkilan Urheilijat         | 1:3 n. V.             | Helsingfors IFK                 |
| Trikiinit Helsinki           | 0:4                   | FC Norssi Helsinki              |
| Järvenpään PS                | 4:1                   | Puotinkylän Valtti              |
| Pitäjänmäen Tarmo            | 0:5                   | Tikkurilan PS                   |
| Hangö AIK                    | 1:1 n. V. (5:4 i. E.) | Team Grani Kauniainen           |
| Loviisan Tor                 | 2:1                   | Haminan Pallo-Kissat            |
| Kotkan PS                    | 0:2                   | Kotkan PS                       |
| Rastafarian Club Helsinki    | 1:5                   | Malmin Palloseura               |
| PK-35 Helsinki               | 0:1                   | FC Kiffen 08 Helsinki           |
| Tuusulan Palloseura          | 4:1                   | Järvenpään-83 PS                |

## 2. Runde
|                                 | Ergebnis              |                                |
| ------------------------------- | --------------------- | ------------------------------ |
| Suurmäen Pallo                  | 2:0                   | Seiskat Lahti                  |
| Paltsarit Tampere               | 0:1                   | Pirkkalan Viri                 |
| Tampereen-Viipurin Ilves Kissat | 1:0 n. V.             | Viialan Peli-Veikot            |
| Hirsilän Pyrkiä                 | 0:8                   | Toijalan Pallo -49             |
| Mynämäen Pallo -53              | 1:0                   | Turun Toverit                  |
| Hammarlands IK                  | 0:4                   | IFK Mariehamn                  |
| Vasa IFK                        | 1:0 n. V.             | Lapuan Virkiä                  |
| IK Kamp Närpiö                  | 0:3                   | ABK-48 Vaasa                   |
| Dynamo Valkeakoski              | 6:0                   | Janakkalan Pallo               |
| Tervakosken Pato                | 1:2                   | PP-70 Tampere                  |
| Jämsän Pallo                    | 2:5                   | Sorsakosken Urheilijat         |
| Jämsänkosken Ilves              | 0:8                   | Savon Pallo                    |
| Kokemäen Kova-Väki              | 0:2                   | Eurajoen Pallo                 |
| Ihoden Kiri                     | 0:9                   | Rauman Pallo                   |
| Toejoen Veikot                  | 1:0                   | Porin Palloilijat              |
| Rauman Työväen Unheilijat       | 1:5                   | Musan Salama                   |
| IF Gnistan                      | 6:1                   | Laajasalon Palloseura          |
| Nummen Hukat                    | 1:6                   | Ekenäs IF                      |
| FC Grani Rowdies                | 2:0                   | Keravan Pallo-75               |
| Nummelan Palloseura             | 0:2                   | Leppävaaran Pallo              |
| FC Viikingit                    | 1:4                   | Helsingin Pallo-Pojat          |
| Porvoon Weikot                  | 0:5                   | Helsingin Palloseura           |
| Karakallion Pallo               | 2:0                   | BK-46 Karis                    |
| Rajakylan Yritys Vantaa         | 3:1                   | Helsingin Kullervo             |
| HaHa Salo                       | 5:1                   | Raision Palloseura             |
| Östernäs IFK                    | 2:0                   | IF Finströms Kamraterna        |
| Perniön Urheilijat              | 1:7                   | Pargas IF                      |
| Someron Voima                   | 0:6                   | Hirvensalon Heitto             |
| Karhulan Peli-Karhut            | 2:4 n. V.             | Kotkan Työväen Palloilijat     |
| Kumu-Peikot Kuusankoski         | 1:2                   | Sudet Kouvola                  |
| Käpylän Pallo                   | 4:0                   | Hyvinkään Palloseura           |
| Etelä-Haagan Pallo              | 1:8                   | Hyvinkään Apollo               |
| TP-55 Seinäjoki                 | 0:2                   | Vaasan PS                      |
| Lappfjärds BK                   | 0:3                   | IF Närpes Kraft                |
| Vaajakosken Pallo               | 2:3 n. V.             | JeSP Pallokaverit              |
| Jyväskylän Palloilijat-77       | 3:0                   | Pallo-Kerho 37                 |
| Toivalan Urheilijat             | 2:4                   | Nilsiän Pallo-Haukat           |
| Suolahden Tiuki-Ukot            | 1:3                   | Haapamäen Pallo-Pojat          |
| Orimattilan Pedot               | 0:5                   | FC Reipas                      |
| Urjalan Palloseura              | 0:4                   | Nokian Pyry JK                 |
| Tampereen Kisa-Toverit          | 3:2                   | PS-44 Valkeakoski              |
| Forssan Alku                    | 2:7                   | Riihimäen Palloseura           |
| FC Nurmes                       | 2:1                   | Juuan Palloseura               |
| Rantakylän Pelo-Toverit         | 3:4 n. V.             | Karelian Pallo                 |
| Vetelin Urheilijat              | 00:11                 | FF Jaro                        |
| SK Unitas Helsinki              | 1:7                   | Sepsi-78 Seinäjoki             |
| Oulun Pallo-Pojat               | 2:0                   | Kuopion Jalkapallokerho        |
| Oulun Luistinseura              | 5:2                   | Kajaanin Haka                  |
| Pellon Ponsi                    | 2:1                   | Rovaniemen Reipas              |
| Rovaniemen Työväen Palloilijat  | 2:5 n. V.             | Rovaniemen Lappi               |
| Rovaniemen Sinetän Nuorisoseura | 0:1                   | Rovaniemen Pallo               |
| Kittilän Palloseura             | 5:6 n. V.             | Karihaaran Visan Pallo         |
| Jakobstads Into                 | 4:1                   | IK Myran Nedervetil            |
| IF Standard                     | 0:3                   | Nykarleby IF                   |
| Hovsalan BK                     | 0:2                   | NoStars Kokkola                |
| Kannuksen Ura                   | 1:2                   | Kokkolan PS                    |
| Oulun Heitto                    | 4:2                   | Iltatähti Oulu                 |
| Isokylän Pallo-Pojat            | 3:0                   | Kontio Kolari                  |
| Pateniemen Vesa                 | 2:0                   | Kajaanin Jormuan Tarmo         |
| Haukiputaan Veikot              | 1:3                   | Oulun Palloseura               |
| Uudenkaupungin Roima            | 4:2 n. V.             | Salon Vilpas                   |
| Yritys Turku                    | 1:0 n. V.             | Salon Palloilijat              |
| Lohjan Pallo                    | 1:0 n. V.             | Helsingin Ponnistus            |
| Team Hyvinkää                   | 0:2                   | Hangö IK                       |
| Hämeenkylän PS                  | 3:2                   | Porvoon Akilles                |
| Team Norssi                     | 0:1                   | IF Sibbo-Vargarna              |
| Joutseno United                 | 0:0 n. V. (5:4 i. E.) | Savonlinnan Työväen Palloseura |
| Porrassalmen Urheilijat -62     | 1:0                   | Mikkelin Kissat                |
| Suurmetsän Urheilijat           | 5:4 n. V.             | Esbo BK                        |
| Helsingfors IFK                 | 2:5                   | FC Honka Espoo                 |
| Veijarit Turku                  | 17:10                 | Loimaan Palloseura             |
| Nagu IF                         | 2:2 n. V. (6:7 i. E.) | ÅIFK Turku                     |
| FC Norssi Helsinki              | 0:1                   | Järvenpään PS                  |
| Tikkurilan PS                   | 1:2 n. V.             | Hangö AIK                      |
| Kotkan Jäntevä                  | 0:2                   | FC Kulmuri Kymenlaakso         |
| Loviisan Tor                    | 3:1                   | FC Kotka                       |
| Uus-Lavolan Peli-Pojat          | 0:1                   | Savitaipaleen Urheilijat       |
| Simpeleen Urheilijat            | 0:6                   | Lappeenrannan Pallo            |
| Malmin Palloseura               | 1:3                   | FC Kiffen 08 Helsinki          |
| Tuusulan Palloseura             | 0:8                   | Vantaan Pallo-70               |

## 3. Runde
|                                 | Ergebnis                |                             |
| ------------------------------- | ----------------------- | --------------------------- |
| Suurmäen Pallo                  | 2:0                     | Pirkkalan Viri              |
| Tampereen-Viipurin Ilves Kissat | 0:2 n. V.               | Toijalan Pallo -49          |
| Mynämäen Pallo -53              | 1:3                     | IFK Mariehamn               |
| Vasa IFK                        | 4:0                     | ABK-48 Vaasa                |
| Dynamo Valkeakoski              | 1:2                     | PP-70 Tampere               |
| Sorsakosken Urheilijat          | 0:3                     | Savon Pallo                 |
| Eurajoen Pallo                  | 1:1 n. V. (12:11 i. E.) | Rauman Pallo                |
| Toejoen Veikot                  | 1:2                     | Musan Salama                |
| IF Gnistan                      | 2:2 n. V. (1:3 i. E.)   | Ekenäs IF                   |
| FC Grani Rowdies                | 1:2                     | Leppävaaran Pallo           |
| Helsingin Pallo-Pojat           | 0:1                     | Helsingin Palloseura        |
| Karakallion Pallo               | 1:2                     | Rajakylan Yritys Vantaa     |
| HaHa Salo                       | 5:0                     | Östernäs IFK                |
| Pargas IF                       | 7:1                     | Hirvensalon Heitto          |
| Kotkan Työväen Palloilijat      | 0:3                     | Sudet Kouvola               |
| Käpylän Pallo                   | 0:2 n. V.               | Hyvinkään Apollo            |
| Vaasan PS                       | 2:1 n. V.               | IF Närpes Kraft             |
| JeSP Pallokaverit               | 0:1                     | Jyväskylän Palloilijat-77   |
| Nilsiän Pallo-Haukat            | 1:0                     | Haapamäen Pallo-Pojat       |
| FC Reipas                       | 2:1 n. V.               | Nokian Pyry JK              |
| Tampereen Kisa-Toverit          | 0:1                     | Riihimäen Palloseura        |
| FC Nurmes                       | 0:1                     | Karelian Pallo              |
| FF Jaro                         | 5:0                     | Sepsi-78 Seinäjoki          |
| Oulun Pallo-Pojat               | 2:2 n. V. (6:7 i. E.)   | Oulun Luistinseura          |
| Pellon Ponsi                    | 0:1                     | Rovaniemen Lappi            |
| Rovaniemen Pallo                | 0:1                     | Karihaaran Visan Pallo      |
| Jakobstads Into                 | 1:2                     | Nykarleby IF                |
| NoStars Kokkola                 | 3:2                     | Kokkolan PS                 |
| Oulun Heitto                    | 0:1 n. V.               | Isokylän Pallo-Pojat        |
| Pateniemen Vesa                 | 00:10                   | Oulun Palloseura            |
| Uudenkaupungin Roima            | 1:0                     | Yritys Turku                |
| Lohjan Pallo                    | 1:5                     | Hangö IK                    |
| Hämeenkylän PS                  | 0:1                     | IF Sibbo-Vargarna           |
| Joutseno United                 | 1:0                     | Porrassalmen Urheilijat -62 |
| Suurmetsän Urheilijat           | 2:3                     | FC Honka Espoo              |
| Veijarit Turku                  | 0:3                     | ÅIFK Turku                  |
| Järvenpään PS                   | 2:1                     | Hangö AIK                   |
| FC Kulmuri Kymenlaakso          | 0:2                     | Loviisan Tor                |
| FC Kiffen 08 Helsinki           | 1:1 n. V. (4:2 i. E.)   | Vantaan Pallo-70            |
| Savitaipaleen Urheilijat        | ?:?                     | Lappeenrannan Pallo         |

## 4. Runde
In dieser Runde stiegen die Teams der Mestaruussarja und I divisioona ein.
|                                 | Ergebnis              |                           |
| ------------------------------- | --------------------- | ------------------------- |
| Äänekosken Huima                | 2:3 n. V.             | Kajaanin Palloilijat      |
| ÅIFK Turku                      | 2:3 n. V.             | Kontulan Urheilijat       |
| Ekenäs IF                       | 0:4                   | Turku PS                  |
| Eurajoen Pallo                  | 2:1                   | Musan Salama              |
| FC Reipas                       | 2:1                   | Riihimäen Palloseura      |
| HaHa Salo                       | 0:1                   | Pargas IF                 |
| IFK Mariehamn                   | 2:5                   | Kuusysi Lahti             |
| Isokylän Pallo-Pojat            | 2:1                   | Oulun Palloseura          |
| Järvenpään PS                   | 3:1                   | Loviisan Tor              |
| Joutseno United                 | 0:3                   | FC Honka Espoo            |
| Jyväskylän Palloilijat-77       | 0:1                   | Kuopion Elo               |
| Karelian Pallo                  | 1:7                   | Koparit Kuopio            |
| Kokkolan Palloveikot            | 1:4                   | Rovaniemi PS              |
| Valkeakosken Koskenpojat        | 0:2                   | Ilves Tampere             |
| Lappeenrannan Pallo             | 4:2                   | FC Kiffen 08 Helsinki     |
| Lauritsalan Työväen Palloilijat | 0:5                   | Lahden Reipas             |
| Leppävaaran Pallo               | 0:2                   | Helsingin Palloseura      |
| Myllykosken Pallo -47           | 1:2                   | HJK Helsinki              |
| Nykarleby IF                    | 2:1                   | NoStars Kokkola           |
| Oulun Luistinseura              | 7:0                   | Rovaniemen Lappi          |
| Nilsiän Pallo-Haukat            | 0:0 n. V. (4:5 i. E.) | Mikkelin Palloilijat      |
| FF Jaro                         | 4:0                   | Kemin Palloseura          |
| Rajakylan Yritys Vantaa         | 1:2                   | Grankulla IFK             |
| Uudenkaupungin Roima            | 1:2                   | Hangö IK                  |
| Savon Pallo                     | 3:5 n. V.             | Kuopion PS                |
| IF Sibbo-Vargarna               | 1:3                   | FinnPa Helsinki           |
| Sudet Kouvola                   | 4:0                   | Hyvinkään Apollo          |
| Suurmäen Pallo                  | 1:4                   | Toijalan Pallo -49        |
| Tampereen Pallo-Veikot          | 2:3                   | Porin Pallo-Toverit       |
| Vaasan PS                       | 0:5                   | Haka Valkeakoski          |
| Vasa IFK                        | 1:0                   | PP-70 Tampere             |
| Karihaaran Visan Pallo          | 0:9                   | Oulun Työväen Palloilijat |

## 5. Runde
|                      | Ergebnis |                           |
| -------------------- | -------- | ------------------------- |
| Eurajoen Pallo       | 2:1      | Turku PS                  |
| FC Honka Espoo       | 1:3      | Kontulan Urheilijat       |
| FC Reipas            | 1:3      | Porin Pallo-Toverit       |
| Hangö IK             | 1:2      | FinnPa Helsinki           |
| HJK Helsinki         | 3:1      | Lahden Reipas             |
| Helsingin Palloseura | 1:2      | Grankulla IFK             |
| Järvenpään PS        | 0:3      | Lappeenrannan Pallo       |
| Kuopion Elo          | 0:4      | Mikkelin Palloilijat      |
| Nykarleby IF         | 0:1      | Isokylän Pallo-Pojat      |
| Oulun Luistinseura   | 0:2      | Oulun Työväen Palloilijat |
| Pargas IF            | 1:7      | Ilves Tampere             |
| FF Jaro              | 5:0      | Kajaanin Palloilijat      |
| Rovaniemi PS         | 2:0      | Koparit Kuopio            |
| Sudet Kouvola        | 1:4      | Haka Valkeakoski          |
| Toijalan Pallo -49   | 0:5      | Kuusysi Lahti             |
| Vasa IFK             | 0:2      | Kuopion PS                |

## 6. Runde
|                      | Ergebnis              |                           |
| -------------------- | --------------------- | ------------------------- |
| Eurajoen Pallo       | 3:4                   | Grankulla IFK             |
| Ilves Tampere        | 3:1                   | Haka Valkeakoski          |
| Isokylän Pallo-Pojat | 0:2                   | FinnPa Helsinki           |
| Kontulan Urheilijat  | 3:0                   | Lappeenrannan Pallo       |
| Kuusysi Lahti        | 2:0 n. V.             | Kuopion PS                |
| Mikkelin Palloilijat | 0:2                   | HJK Helsinki              |
| FF Jaro              | 0:3                   | Oulun Työväen Palloilijat |
| Porin Pallo-Toverit  | 0:0 n. V. (2:3 i. E.) | Rovaniemi PS              |

## Viertelfinale
|                 | Ergebnis  |                           |
| --------------- | --------- | ------------------------- |
| FinnPa Helsinki | 0:4       | Kontulan Urheilijat       |
| Ilves Tampere   | 1:2       | HJK Helsinki              |
| Kuusysi Lahti   | 3:1       | Grankulla IFK             |
| Rovaniemi PS    | 0:1 n. V. | Oulun Työväen Palloilijat |

## Halbfinale
|                           | Ergebnis              |                     |
| ------------------------- | --------------------- | ------------------- |
| Kuusysi Lahti             | 1:1 n. V. (5:4 i. E.) | HJK Helsinki        |
| Oulun Työväen Palloilijat | 2:0                   | Kontulan Urheilijat |

## Finale
| Paarung        | Kuusysi Lahti – Oulun Työväen Palloilijat |
| Ergebnis       | 5:4 (5:1) |
| Datum          | 17. Oktober 1987 um 15:00 Uhr (14:00 Uhr MEZ) |
| Stadion        | Olympiastadion, Helsinki |
| Zuschauer      | 7.176 |
| Schiedsrichter | Esa Palsi |
| Tore           | 1:0 Keijo Kousa (6.) 2:0 Ismo Lius (11.) 3:0 Jari Rinne (18.) 4:0 Ismo Lius (26.) 5:0 Keijo Kousa (29.) 5:1 Mirosław Sajewicz (40.) 5:2 Mirosław Sajewicz (49.) 5:3 Mirosław Sajewicz (53.) 5:4 Mikko Pietilä (83.)   |
| Kuusysi Lahti  | Eingesetzte Spieler: Ismo Korhonen – Juha Annunen, Jyrki Hännikäinen, Hannu Jäntti, Keijo Kousa, Ismo Lius, Kenneth Mitchell, Timo Reinikainen, Ilkka Remes, Jari Rinne, Kevin Todd, Markus Törnvall, Sami Vehkakoski |